# Христов хитон
Христовата риза е безшевна дреха (хитон, туника, роба), носена от Исус Христос при разпятието, спомената единствено в несиноптичното евангелие от Йоан:
| „ | Войниците пък, като разпнаха Иисуса, взеха дрехите Му (и ги разделиха на четири дяла, по един дял на всеки войник) и хитона. Хитонът не беше шит, а изтъкан цял от горе до долу. Тогава рекоха си един другиму: да го не раздираме, а да хвърлим за него жребие, чий да бъде; за да се сбъдне реченото в Писанието: „разделиха дрехите Ми помежду си и за одеждата Ми хвърлиха жребие“. Тъй направиха войниците. | “ |

 Йоан 19:23 – 24